# Triclisia calopicrosia
Triclisia calopicrosia là một loài thực vật có hoa trong họ Biển bức cát. Loài này được (Baill.) Diels miêu tả khoa học đầu tiên năm 1910.